# Rogue Element
Rogue Element  (RE) is een Britse muziekgroep die is ontstaan midden jaren 90.
De band werd gevormd door twee vrienden die dezelfde hobby hadden: Elektronische muziek uit de Berlijnse School. Eerst was er heen en weer corresponderen en vervolgens een aantal jamsessies. Al eerder hadden de twee heren enige demo’s gemaakt. Deze proefballonnen verschenen op muziekcassette; hét medium voor slecht verkopende genres toen. Uiteindelijk kwam uit die jamsessies een album voort, dat dan toch maar weer niet uitgegeven werd, Storm Passage. Ze zouden het wat professioneler aanpakken en dat leverde het album Premonition op. In 2005 verscheen op CD-r in kleine oplage van het eerste album; in januari 2010 verscheen het na hevig oppoetsen via Acoustic Wave. Vanaf 2004 is geen nieuw materiaal verschenen, anders dan heruitgaven en een aantal archiefalbums. Van Pollard verschenen soloalbums, dan wel albums samen met andere musici uit dezelfde stroming.

## Musici
- Jerome Ramsey – analoge toetsinstrumenten
- Brendan Pollard – analoge toetsinstrumenten.

## Discografie
- 1999: Storm Passage
- 2004: Premonition.
- 2006: Awakenings 2006 (livealbum met anderen)
- 2010: Rare Tracks volume 1
- 2010: Rare Tracks volume 2
- 2010: Rare Tracks volume 3